# Tomaž Furlan
Tomaž Furlan, slovenski zdravnik ftiziolog, publicist in urednik, * 9. december 1901, Verd, † 20. junij 1960, Ljubljana.

## Življenjepis
Furlan je medicino študiral v Ljubljani in Innsbrucku, kjer je leta 1927 diplomiral in se nato 1928 zaposlil v zdravilišču na Golniku in bil 1938 imenovan za primarija. Pred drugo svetovno vojno je bil eden od vodilnih levih krščanskosocialističnih izobražencev. Po 1941 je bil šef zdravnik zdravilišča za tuberkulozo na Iriškem vencu (Fruška gora); nato se je udeležil bojev na sremski fronti. Avgusta 1945 je postal šef zdravnik in 1948 direktor zveznega inštituta za tuberkulozo na Golniku.

## Delo
Furlan se je pred 2. svetovno vojno uvrščal med vodilne slovenske ftiziologe. Z R. Neubauerjem je uvajal v zdravljenje pljučne tuberkuloze kirurgične posege; tako sta 23. aprila 1937 kot prva na Balkanu izvedla novo operativno metodo t. i. pnevmolizo in s tem pri zdravljenju tuberkuloze še bolj uveljavila sloves t. i. golniške šole. V obdobju pred vojno je sodeloval tudi pri ustanavljanju protituberkuloznih dispanzerjev na Slovenskem. Leta 1934 je ustanovil in nato vodil dispanzer na Jesenicah. Tudi po vojni si je prizadeval za razvoj protituberkulozne službe v Sloveniji in bil prvi slovenski zdravnik, ki je tuberkulozo proučeval z epidemiološkega in socialno-medicinskega stališča ter oblikoval še zdaj veljavno teorijo o epidemskem valu. Kot direktor inštituta na Golniku ter pljučni kirurg in terapevt je razvil golniško bolnišnico v pomemben torakokirurgični center.
Furlan je objavljal zdravstvenovzgojne prispevke, 1935 ustanovil in do 1941 urejal poljudnoznanstveni list Delo proti tuberkulozi, objavil 55 strokovnih člankov ter s prispevki močno vplival na širjenje novih medicinskih spoznanj ter vzgojil celo vrsto priznanih strokovnjakov.
Leta 1940 je dal za prijateljski krog natisniti 300 izvodov svojega razmišljanja z naslovom Poslednje vzmeti zgodovine (COBISS), kjer prihaja do darvinističnega zaključka, da so za velike zgodovinske dogodke in spremembe odgovorne vitalne sile narodov, ne pa socialni, idejni ali ekonomski razlogi.